# The Basketball Fix
The Basketball Fix è un film del 1951 diretto da Felix E. Feist.
È un film poliziesco a sfondo drammatico e sportivo statunitense con John Ireland, Marshall Thompson e Vanessa Brown.

## Trama
L'editorialista sportivo Pete Ferreday si batte, dalle colonne del suo giornale, affinché agli atleti dei giochi di squadra, a livello giovanile ed universitario, vengano erogati maggiori contributi finanziari: in tal modo si può evitare il rischio che gli atleti stessi siano oggetto di pressioni per attuare delle frodi sportive.
È precisamente quanto accade al giovane Johnny Long (nomen omen), membro della squadra di pallacanestro dell'università di cui è matricola. Tale Mike Taft realizza lauti ed illeciti guadagni ogniqualvolta le partite – sulle quali egli gestisce delle scommesse clandestine – si concludono con pochi punti di scarto. Facendo leva sulle ristrettezze finanziarie di Johnny (ma anche effettuando un rapimento – temporaneo – della sua fidanzata) Taft riesce a convincerlo ad andare meno a canestro.
Ma la polizia sta indagando, e alla fine – nonostante le continue crisi di coscienza ed i tentativi di rientrare nella retta via – nulla può impedire che Johnny venga arrestato, insieme a Taft, e ad altre persone coinvolte.

## Produzione
Il film, diretto da Felix E. Feist su una sceneggiatura di Charles K. Peck Jr. e Peter R. Brooke con il soggetto dello stesso Peck Jr., fu prodotto da Edward Leven per la Jack Broder Productions e girato da metà marzo 1951 negli Hal Roach Studios.

## Distribuzione
Il film fu distribuito negli Stati Uniti dal 13 settembre 1951 (première a New York) dalla Realart Pictures. È stato distribuito anche in UK (alternative title) con il titolo The Big Decision.

## Promozione
La tagline è: "Big-shot gamblers prostituting the nation's youth! ".